# Désinord Jean
Désinord Jean (Furcy, Departamento Ouest, 26 de setembro de 1967) é um clérigo católico romano haitiano e Bispo de Hinche.

## Biografia
Désinord Jean estudou filosofia no Seminário Cazeau e Teologia no Seminário Turgeau. Recebeu a ordenação sacerdotal em 13 de novembro de 1994 para a Arquidiocese de Porto Príncipe, por Dom Joseph Lafontant. Especializou-se em Comunicação Social na Pontifícia Universidade Gregoriana (1999-2002).
Foi colaborador na paróquia de São Martinho de Tours durante um ano e depois vigário paroquial na paróquia do Sagrado Coração de Turgeau de 1994 a 1999. Prestou serviço sacerdotal na Rádio Católica Spirit FM e colaborou com a paróquia Cristo Rei em Tampa, Flórida em 2002-2003. De 2004 a 2005 foi professor no Escritório Catequético de Porto Príncipe e de 2004 a 2006 professor no Seminário Maior da seção Filosofia. Até sua nomeação exerceu várias funções: desde 2003, diretor-geral da Rádio Télé Soleil; desde 2004, professor da Seção de Teologia do Seminário Maior; desde 2005, Secretário Executivo de Comunicação Social e Coordenador da Rede Nacional Etoile Radio Catholique; e desde maio de 2011, porta-voz da Arquidiocese de Porto Príncipe. Jean também foi, de abril de 2010 a março de 2011, secretário de Monsenhor Lafontant, Bispo Auxiliar de Porto Príncipe.
Em 4 de abril de 2016, o Papa Francisco o nomeou Bispo de Hinche. O bispo de Les Cayes, cardeal Chibly Langlois, concedeu sua consagração episcopal em 2 de julho do mesmo ano, na Catedral de Hinche; os co-consagradores foram o Arcebispo de Porto Príncipe, Guire Poulard, e o Bispo Auxiliar de Porto Príncipe, Erick Toussaint.
A Conferência Episcopal do Haiti elegeu Dom Jean como seu tesoureiro em 2021.